# Eize Makom Nifla
Eize Makom Nifla (hebreu: איזה מקום נפלא‎) és una pel·lícula dramàtica israeliana de 2005 dirigida per Eyal Halfon. Inclou tres històries aparentment no relacionades que s'entrecreuen al final, ambientades al sud de Tel-Aviv, l'Arabah i un suburbi urbà israelià no identificat. La pel·lícula tracta temes del tràfic de dones i la vida dels treballadors estrangers a Israel. La pel·lícula va ser seleccionada com a entrada israeliana per al Millor pel·lícula en llengua estrangera als Premis Oscar de 2006, però no va ser acceptada com a nominada.

## Argument
La trama segueix tres històries que semblen no relacionades, que es creuen en una línia argumental uniforme. La primera història té lloc al sud de Tel-Aviv, i segueix a Franco, un antic policia que es compromet a treballar per a un gran mafiós, passa per un procés d'autodescobriment a través de Zhana, una escort que està sota la seva protecció. Paral·lelament, es recorre una altra línia argumental als camps de l'Arava del sud, on Seltzer, un pagès que treballa a l'Arava, intenta trobar Zhanna seguint una imatge que va trobar per casualitat, i ha de confiar en un dels els seus treballadors tailandesos en la seva recerca. La tercera història té lloc en una urbanització d'un suburbi urbà, on Aloni, un inspector de reserves naturals que lidera una persecució de treballadors estrangers, es veu obligat a tractar amb el seu pare malalt i fa això amb l'ajuda d'Eddie, una infermera filipina. Durant la pel·lícula, l'espectador s'exposa al món dels treballadors estrangers a l'Estat d'Israel.

## Repartiment
- Uri Gavriel : Franco
- Evelyn Kaplun : Jana
- Avi Oriah : Zeltzer
- Yossi Graber : M. Aloni
- Yoav Hayt : Yoav Aloni
- Raymond Bagatsing : Eddie Longo
- Chedpong Laoyant : Vissit
- Marina Shoif : Julia
- Evelin Hagoel : Ahuva
- Gilya Stern : Tova
- Mymy Davao : Nenny Longo
- Dvir Benedek : el boss

## Premis i nominacions
- Premis Ofir:
  - Millor pel·lícula (guanyador)
  - Millor actor (Uri Gavriel, guanyador)
  - Millor guió (Eyal Halfon, guanyador)
  - Millor direcció artística (Ido Dolev, guanyador)
  - Millor muntatge (Einat Glaser-Zarhin, guanyador)
  - Millor director (Eyal Halfon, nominat)
  - Millor actriu (Evelyn Kaplun, nominada)
  - Millor actor secundari (Avi Uria, nominat)
  - Millor actriu secundària (Marina Shoif, nominada)
  - Millor fotografia (Nily Aslan, nominada)
  - Millor disseny de vestuari (Keren Ron, nominada)
  - Millor música (Avi Belleli, nominat)
  - Millor so (Israel David, David Lis i Aviv Aldema, nominats)
- 40è Festival Internacional de Cinema de Karlovy Vary:
  - Globus de Cristall (nominat)
  - Premi especial del jurat (guanyà)
  - Millor actor (Uri Gavriel, guanyador)
- Festróia:
  - Dofí daurat (guanyador')
- Festival Internacional de Cinema de Brooklyn:
  - Millor guió (Eyal Halfon, guanyador)
- XXVII edició de la Mostra de València[5]
  - Premi Pierre Kast al millor guió: Eyal Halfon
  - Premi del Public